# Daniel Greene
Daniel Joseph Greene (* 1850 in  St. John’s, Neufundland; † 12. Dezember 1911 ebenda) war ein kanadischer Rechtsanwalt und Politiker der Liberal Party, der im Zuge einer rechtlichen und politischen Krise wegen der Wahlen zum Abgeordnetenhaus von Neufundland, die 1893 stattfanden, zwischen 1894 und 1895 kurzzeitig Premierminister der Kronkolonie Neufundland war.

## Leben
Greene absolvierte nach dem Schulbesuch ein Studium der Rechtswissenschaften an der Universität Laval und war nach seiner anwaltlichen Zulassung als Rechtsanwalt tätig.
Seine politische Laufbahn begann als er 1875 als 22-Jähriger zum Mitglied des Abgeordnetenhauses gewählt wurde und dort 1887 die Funktion des Führers der Opposition übernahm. 1890 gehörte er als Mitglied einer Delegation der neufundländischen Regierung an, die in Ottawa gegen die französischen Fischereirechte in Neufundland protestierte. Nach den im 16. Jahrhundert erfolgten Besiedlungen Neufundlands durch Briten und Franzosen war die Souveränität Neufundlands durch den Frieden von Utrecht 1713 vollständig auf Großbritannien übergegangen. Allerdings hatten bestimmte an Frankreich übertragene Fischereirechte immer wieder zu Streitigkeiten zwischen französischen Fischern und den Bewohnern der Kolonie geführt. Diese Fischereirechte schloss auch die Herstellung von Stockfisch an Land zwischen Cape Bonavista und Point Riche ein. Aufgrund des Vertrages beanspruchte Frankreich das ausschließliche Recht zum Fischfang in diesen Küstenregionen und lehnten das Recht der Bewohner der Kolonie zum Bau ständiger Siedlungen zu Zwecken von Landwirtschaft, Bergbau und anderen Gründen in dieser Küstenregion ab.
Nach dem Zusammenbruch von zwei bedeutenden Banken am 10. Dezember 1894 wurde Greene als Nachfolger der kurzzeitigen Minderheitsregierung der konservativen Tory Party unter Premierminister Augustus Frederick Goodridge am 13. Dezember 1894 dessen Nachfolger als Premierminister. Zu Mitgliedern seines Kabinetts gehörten Personen wie Patrick J. Scott als Schatzmeister (Receiver General) und Augustus William Harvey an, während der konservative Lawrence O’Brien Furlong Sprecher des Unterhauses blieb.
Neben der angespannten Finanz- und Wirtschaftssituation der Kronkolonie war die 58-tägige Amtszeit Greenes insbesondere geprägt durch die rechtliche und politische Krise wegen der Unregelmäßigkeiten bei den 1893 stattgefundenen Wahlen, die zur Amtsenthebung mehrerer Abgeordneter wie letztlich auch zum Rücktritt von Premierminister William Whiteway am 11. April 1894 geführt hatte. Während seiner Amtszeit kam es zur Verabschiedung des sogenannten Disabilities Removal Act (Behinderungsbeseitigungsgesetz), das dazu führte, dass es den nach den Wahlen von 1893 Amtsenthobenen Abgeordneten wieder möglich war, für das Abgeordnetenhaus zu kandidieren.
Aufgrund dieses Gesetzes wurde Whiteway bei einer Nachwahl im Wahlkreis Harbour Grace wieder zum Mitglied des Abgeordnetenhauses gewählt worden und konnte somit nach dem Rücktritt Greenes am 8. Februar 1895 zum dritten Mal das Amt des Premierministers übernehmen.
Sein Neffe Joseph M. Greene war zwischen 1928 und 1932 als Vertreter der Liberal Party ebenso Mitglied des Abgeordnetenhauses wie dessen Sohn James J. Greene, der von 1959 bis 1966 Mitglied des Abgeordnetenhauses sowie als Vorsitzender der Progressive Conservative Party of Newfoundland and Labrador zwischen 1960 und 1965 auch Führer der Opposition war.